# 矢吹町
矢吹町（やぶきまち）は、福島県中通り南部に位置し、西白河郡に属する町。
日本三大開拓地の一つである。

## 地理
東京より北へ約215km、福島県の中通り南部に位置する。年間平均気温は約12度、年間降水量は約770ｍｍという気候であり、町の面積の半分以上が農地で形成されている。
- 丘陵地:全般的になだらかな平地
- 河川:阿武隈川・隈戸川・泉川

### 隣接している自治体
- 白河市
- 西白河郡：中島村、泉崎村
- 岩瀬郡：天栄村、鏡石町
- 石川郡：玉川村、石川町

## 地名の由来
- 康平年間（1058年 - 1065年）八幡太郎義家が後三年の役に勝利し帰陣の折、この地に八幡の社を建立し、矢柄をもって屋根を葺いた事から由来すると記され、古記録には「屋葺」と称された。この矢吹神社から、後に矢吹村となった。
  - この事から、「矢葺姓・矢吹姓」の発祥の地とも言われる。
- 陸奥石川氏の二代、石川有光の弟である源之丞が矢吹を名乗り、拠点の城を築き、奥州仕置にて主家の石川氏に伴いこの地を離れるまでの約五百年間を治めた。
- 貞治六年（1367年）、将軍足利義詮の発した感状の中に、「行方野（ゆきかたの）」という記述がある。その昔、行方野と呼ばれた荒れ野が、矢吹ヶ原と呼ばれるようになったのは、明治中期に岩瀬御料地に岩瀬御猟場が開設されてからのことで、その中心にあった矢吹村から命名されたと言われている[2]。

## 歴史
- 古くは、奥州街道と棚倉街道（水戸街道とも）の追分地点であり、現在にも続く交通の要点である。（矢吹宿・中畑新田宿・大和久宿・中畑宿を含む）
- 太平洋戦争末期、町内には熊谷陸軍飛行学校矢吹分校が存在し、多くの青年が飛び立ち若い命を落とした。またアメリカ軍による飛行場と周辺への爆撃もあった。
- 天栄村、旧湯本村羽鳥集落の羽鳥ダム建設の際には日本中から工夫が集まり、町内は大変賑わい映画館なども存在した。

### 年表
- 1887年（明治20年）7月16日 - 矢吹駅が開業。
- 1889年（明治22年）4月1日 - 西白河郡　矢吹村・中畑村・三神村が誕生。
- 1902年（明治35年）12月26日 - 矢吹村が町制施行し矢吹町になる。（明治36年12月1日町制施行）
- 1947年（昭和22年）8月19日 - 昭和天皇の戦後巡幸。修練農場、開墾事業地を視察[3]。
- 1951年（昭和26年）4月1日 - 西白河郡三神村の一部を矢吹町へ編入。
- 1952年（昭和27年） - 福島刑務所羽島泊込作業場が設けられ、受刑者が駅近郊で堰堤工事に従事する[4]。
- 1955年（昭和30年）3月31日 - 矢吹町・中畑村・三神村と岩瀬郡広戸村柿の内・高林村の各一部が合併し、現在の矢吹町誕生。
- 1973年（昭和48年）11月26日 - 矢吹インターチェンジが供用開始。
- 2001年（平成13年）3月27日 - あぶくま高原道路の矢吹IC-玉川IC間が開通。
- 2011年（平成23年）3月11日 - 東日本大震災が発生。矢吹町で震度6弱を観測。

### 東日本大震災
2011年3月に発生した東日本大震災において、矢吹町では震度6弱を観測した。
この地震で矢吹町の全半壊戸数は1800戸であり、総戸数に対する割合は30％であった。
これは、同震災において津波被災のない内陸部の市町村では最大の損壊率であった。
この矢吹町を含め、鏡石町・須賀川市・泉崎村・郡山市にかけて全半壊率が高かったことについて、
郡山湖成層に理由を求める論文が発表された。
東日本大震災記録誌 「矢吹町 ～あの日と今～」を参照。

### 行政区域変遷
- 変遷の年表

| 矢吹町町域の変遷（年表） | 矢吹町町域の変遷（年表） | 矢吹町町域の変遷（年表） |
| 年                       | 月日                     | 現矢吹町町域に関連する行政区域変遷 |
| ------------------------ | ------------------------ | --- |
| 1889年（明治22年）       | 4月1日                   | 町村制施行により、以下の村がそれぞれ発足。 - 西白河郡 - 矢吹村 ← 矢吹村・中畑新田村・大和久村 - 中畑村 ← 中畑村・大畑村・松倉村 - 三神村 ← 三城目村・須乗村・神田村・堤村・中野目村・明新村 - 岩瀬郡 - 広戸村 ← 柿之内村・高林村・飯豊村・白子村・小川村 |
| 1902年（明治35年）       | 12月1日                  | 矢吹村は町制施行し矢吹町になる。 |
| 1953年（昭和28年）       |                          | - 三神村の一部（三城目の一部）は中畑村に編入。 - 中畑村の一部（大畑の一部）は三神村に編入。 |
| 1954年（昭和29年）       |                          | 矢吹町の一部（中畑新田の一部）は中畑村に編入。 |
| 1955年（昭和30年）       | 3月31日                  | 矢吹町・中畑村・三神村と広戸村の一部（柿之内・高林の各一部）が合併し矢吹町が発足。 |

- 変遷表

| 矢吹町町域の変遷表（※細かな境界の変遷は省略） | 矢吹町町域の変遷表（※細かな境界の変遷は省略） | 矢吹町町域の変遷表（※細かな境界の変遷は省略） | 矢吹町町域の変遷表（※細かな境界の変遷は省略） | 矢吹町町域の変遷表（※細かな境界の変遷は省略） | 矢吹町町域の変遷表（※細かな境界の変遷は省略） | 矢吹町町域の変遷表（※細かな境界の変遷は省略） | 矢吹町町域の変遷表（※細かな境界の変遷は省略） | 矢吹町町域の変遷表（※細かな境界の変遷は省略） |
| 1868年 以前                                   | 1868年 以前                                   | 1868年 以前                                   | 明治元年 - 明治22年                           | 明治22年 4月1日                               | 明治22年 - 昭和64年                           | 明治22年 - 昭和64年                           | 平成元年 - 現在                               | 現在                                          |
| --------------------------------------------- | --------------------------------------------- | --------------------------------------------- | --------------------------------------------- | --------------------------------------------- | --------------------------------------------- | --------------------------------------------- | --------------------------------------------- | --------------------------------------------- |
| 白河郡 （西白河郡）                           |                                               | 矢吹村                                        | 明治9年 矢吹村                                | 矢吹村                                        | 明治36年12月1日 町制                          | 昭和30年3月31日 矢吹町                        | 矢吹町                                        | 矢吹町                                        |
| 白河郡 （西白河郡）                           | 矢吹新田村                                    |                                               | 明治9年 矢吹村                                | 矢吹村                                        | 明治36年12月1日 町制                          | 昭和30年3月31日 矢吹町                        | 矢吹町                                        | 矢吹町                                        |
| 白河郡 （西白河郡）                           | 中畑新田村                                    |                                               |                                               | 矢吹村                                        | 明治36年12月1日 町制                          | 昭和30年3月31日 矢吹町                        | 矢吹町                                        | 矢吹町                                        |
| 白河郡 （西白河郡）                           | 大和久村                                      |                                               |                                               | 矢吹村                                        | 明治36年12月1日 町制                          | 昭和30年3月31日 矢吹町                        | 矢吹町                                        | 矢吹町                                        |
| 白河郡 （西白河郡）                           |                                               | 三城目村                                      | 明治9年 三城目村                              | 三神村                                        | 三神村                                        | 昭和30年3月31日 矢吹町                        | 矢吹町                                        | 矢吹町                                        |
| 白河郡 （西白河郡）                           | 三城目新田村                                  |                                               | 明治9年 三城目村                              | 三神村                                        | 三神村                                        | 昭和30年3月31日 矢吹町                        | 矢吹町                                        | 矢吹町                                        |
| 白河郡 （西白河郡）                           |                                               | 須乗村                                        | 明治9年 須乗村                                | 三神村                                        | 三神村                                        | 昭和30年3月31日 矢吹町                        | 矢吹町                                        | 矢吹町                                        |
| 白河郡 （西白河郡）                           | 須乗新田村                                    |                                               | 明治9年 須乗村                                | 三神村                                        | 三神村                                        | 昭和30年3月31日 矢吹町                        | 矢吹町                                        | 矢吹町                                        |
| 白河郡 （西白河郡）                           | 神田村                                        |                                               |                                               | 三神村                                        | 三神村                                        | 昭和30年3月31日 矢吹町                        | 矢吹町                                        | 矢吹町                                        |
| 白河郡 （西白河郡）                           | 堤村                                          |                                               |                                               | 三神村                                        | 三神村                                        | 昭和30年3月31日 矢吹町                        | 矢吹町                                        | 矢吹町                                        |
| 白河郡 （西白河郡）                           | 中野目村                                      |                                               |                                               | 三神村                                        | 三神村                                        | 昭和30年3月31日 矢吹町                        | 矢吹町                                        | 矢吹町                                        |
| 白河郡 （西白河郡）                           |                                               | 明岡村                                        | 明治19年 明新村                               | 三神村                                        | 三神村                                        | 昭和30年3月31日 矢吹町                        | 矢吹町                                        | 矢吹町                                        |
| 白河郡 （西白河郡）                           | 明岡新田村                                    |                                               | 明治19年 明新村                               | 三神村                                        | 三神村                                        | 昭和30年3月31日 矢吹町                        | 矢吹町                                        | 矢吹町                                        |
| 白河郡 （西白河郡）                           |                                               | 中畑村                                        | 中畑村                                        | 中畑村                                        | 中畑村                                        | 昭和30年3月31日 矢吹町                        | 矢吹町                                        | 矢吹町                                        |
| 白河郡 （西白河郡）                           | 大畑村                                        |                                               |                                               | 中畑村                                        | 中畑村                                        | 昭和30年3月31日 矢吹町                        | 矢吹町                                        | 矢吹町                                        |
| 白河郡 （西白河郡）                           | 松倉村                                        |                                               |                                               | 中畑村                                        | 中畑村                                        | 昭和30年3月31日 矢吹町                        | 矢吹町                                        | 矢吹町                                        |
| 岩瀬郡                                        |                                               | 柿之内村の一部                                | 柿之内村の一部                                | 広戸村 の一部                                 | 広戸村の一部                                  | 昭和30年3月31日 矢吹町                        | 矢吹町                                        | 矢吹町                                        |
| 岩瀬郡                                        | 高林村の一部                                  |                                               |                                               | 広戸村 の一部                                 | 広戸村の一部                                  | 昭和30年3月31日 矢吹町                        | 矢吹町                                        | 矢吹町                                        |

### 町名の変遷
矢吹町では1980年（昭和55年）に全大字を廃止している。現在の町名との比較は以下の通り。●は一部。（石）は1875年（明治8年）まで石川郡に所属した区域。（岩）は1955年（昭和30年）まで岩瀬郡に所属した区域。（河）は一貫して白河郡・西白河郡に所属した区域。
- 旧・矢吹村
  - 大字矢吹（石） - ●曙町、一本木、●井戸尻、大池、●大町、●北浦、北町、小松、●新町、善郷内、滝八幡、舘沢、●東郷、中町、●花咲、●牡丹平、●丸の内、本町
  - 大字中畑新田（石） - ●曙町、●大久保、●大町、●五本松、●新町、●諏訪の前、田町、西長峰、●八幡町、●花咲、●文京町、弥栄、●大和内
  - 大字大和久（河） - 赤沢、●井戸尻、川原、●北浦、●子ハ清水、堰の上、●花咲、●東の内、●大和内
  - 大字柿之内（岩） - ●子ハ清水、境町、田内、馬場、●東の内、本郷町、南町

- 旧・中畑村
  - 大字松倉（河） - 清水塚、●上敷面、諏訪清水、松倉
  - 大字中畑（石） - ●大久保、国神、●五本松、●上敷面、清林山、寺内、寺内西、寺内東、寺内南、中畑、中畑南、鍋内、西長峰、根宿、●八幡町、東長峰、●文京町、平鉢、松房
  - 大字大畑（石） - 大畑、上の前、●沢尻、住吉、●前久保

- 旧・三神村
  - 大字三城目（河） - ●神田西、●神田東、●沢尻、三城目、陣ケ岡、●堤、天開、中沖、中丸、●白山、東川原、●奉行塚、本城舘、●牡丹平、●前久保、●谷中
  - 大字須乗（河） - ●諏訪の前、寺の前、●東郷、花の里、前田、●丸の内
  - 大字須乗新田（河） - 上宮崎、下宮崎
  - 大字神田（石） - ●神田西、●神田東、神田南、●沢尻、●堤、●白山、●奉行塚、●谷中
  - 大字堤（石） - 貝の久保、神の内、●堤、●中野目西、東堤、●前久保、●明新原
  - 大字中野目（石） - ●中野目西、中野目東
  - 大字明新（石） - 明新上、明新下、明新中、明新西、●明新原、明新東

## 統計データ

### 現在の町勢
- 総人口 - 16,969人（2019年）
- 世帯数 - 6,038世帯（2019年）
- 年少（15歳未満）人口率 - 14.1%（2019年）
- 高齢（65歳以上）人口率 - 22.1%（2019年）
- 昼間人口 - 18,918人（2019年）
- 労働力人口 - 10,226人（2019年）
- 第1次産業就業者数 - 1,413人（2019年）
- 第2次産業就業者数 - 3,968人（2019年）
- 第3次産業就業者数 - 4,345人（2019年）
- 農業産出額 - 5,280百万円（2019年）
- 製造品出荷額等 - 53,967百万円（2019年）
- 商業年間商品販売額 - 24,672百万円（2019年）

### 人口
| 矢吹町（に相当する地域）の人口の推移 \| 1970年（昭和45年） \| 15,666人 \| \| \| 1975年（昭和50年） \| 16,308人 \| \| \| 1980年（昭和55年） \| 17,578人 \| \| \| 1985年（昭和60年） \| 18,249人 \| \| \| 1990年（平成2年） \| 18,642人 \| \| \| 1995年（平成7年） \| 19,075人 \| \| \| 2000年（平成12年） \| 18,892人 \| \| \| 2005年（平成17年） \| 18,735人 \| \| \| 2010年（平成22年） \| 18,407人 \| \| \| 2015年（平成27年） \| 17,370人 \| \| \| 2020年（令和2年） \| 17,287人 \| \| |          |  |
| 総務省統計局 国勢調査より |          |  |
| 1970年（昭和45年） | 15,666人 |  |
| 1975年（昭和50年） | 16,308人 |  |
| 1980年（昭和55年） | 17,578人 |  |
| 1985年（昭和60年） | 18,249人 |  |
| 1990年（平成2年） | 18,642人 |  |
| 1995年（平成7年） | 19,075人 |  |
| 2000年（平成12年） | 18,892人 |  |
| 2005年（平成17年） | 18,735人 |  |
| 2010年（平成22年） | 18,407人 |  |
| 2015年（平成27年） | 17,370人 |  |
| 2020年（令和2年） | 17,287人 |  |

## 行政

### 歴代町長
| 代   | 氏名     | 就任年月日                 | 退任年月日                 |
| 初代 | 野木忠房 | 1955年（昭和30年）4月30日  | 1963年（昭和38年）3月31日  |
| 2代  | 大木代吉 | 1963年（昭和38年）4月30日  | 1971年（昭和46年）4月29日  |
| 3代  | 仲西藤次 | 1971年（昭和46年）4月30日  | 1982年（昭和57年）8月30日  |
| 4代  | 市島政秋 | 1982年（昭和57年）10月17日 | 1986年（昭和61年）10月16日 |
| 5代  | 白坂武男 | 1986年（昭和61年）10月17日 | 1994年（平成6年）10月16日  |
| 6代  | 三村博昭 | 1994年（平成6年）10月17日  | 1998年（平成10年）10月16日 |
| 7代  | 幕田耕郎 | 1998年（平成10年）10月17日 | 2003年（平成15年）12月15日 |
| 8代  | 野崎吉郎 | 2004年（平成16年）1月11日  | 2020年（令和2年）1月11日   |
| 9代  | 蛭田泰昭 | 2020年（令和2年）1月11日   | 現職                       |

## 経済
- 大木代吉本店
- みやぎ生活協同組合（センター所在地）
  - かつては、福島県南生活協同組合の本部であった。当町内には、共同購入のコープふくしま矢吹センターのみ所在（旧生協時代の店舗は、白河市のコープふくしま天神町店のみだった）。
- バルサン（本社並びに工場所在地）
  - 2018年12月にライオンパッケージングから商号変更。

## 姉妹都市・提携都市
- 東京都三鷹市
- 日本三大開拓地友好協定締結（再度）2005年4月27日
  - 十和田市（青森県）
  - 川南町（宮崎県児湯郡）

## 地域

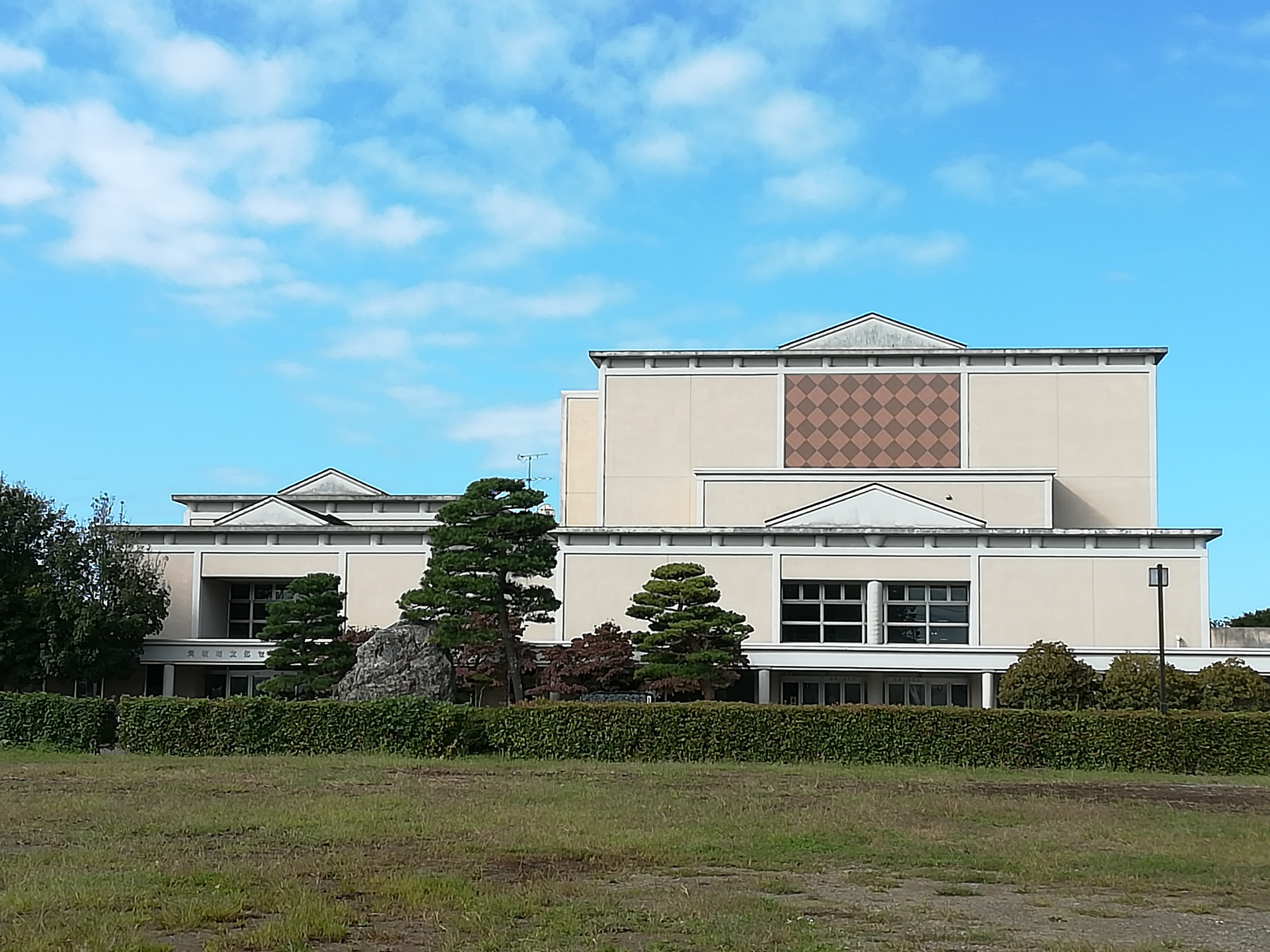
矢吹町文化センター

### 公共施設
- 矢吹町文化センター
- 未来くるやぶき（矢吹町屋内外運動場）
- 矢吹町複合施設KOKOTTO

### 教育

#### 高等学校
- 福島県立光南高等学校

#### 中学校
- 矢吹町立矢吹中学校

#### 小学校
- 矢吹町立矢吹小学校
- 矢吹町立善郷小学校
- 矢吹町立中畑小学校
- 矢吹町立三神小学校

#### 幼稚園・保育園
- 矢吹町立矢吹幼稚園
- 矢吹町立中央幼稚園
- 矢吹町立中畑幼稚園
- 矢吹町立三神幼稚園
- 矢吹町ひかり保育園
- 認定こども園ポプラの木
- 認定こども園野のはな

### その他
- 福島県農業総合センター 農業短期大学校（農業改良助長法に基づく農業者研修教育施設、通称：アグリカレッジ福島）

## 交通

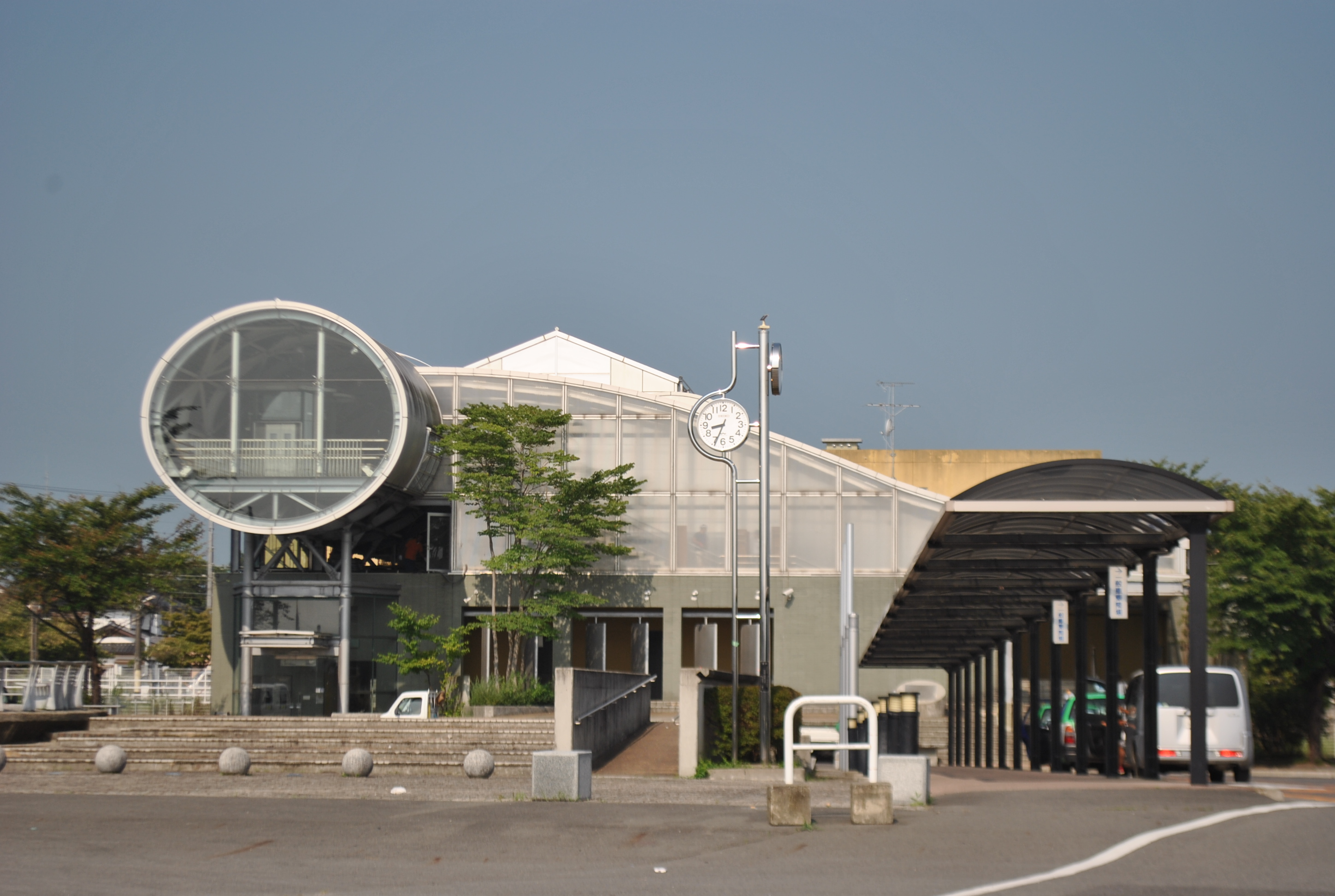
矢吹駅

### 最寄りの空港
- 福島空港

### 鉄道
※ 東北新幹線の新白河駅まで東北本線で18分程、同駅で新幹線に乗換え東京まで1時間30分程度（東北新幹線は新白河駅 - 郡山駅間で僅かながら矢吹町を通過している。）
- 東日本旅客鉄道（JR東日本）
- ■東北本線
  - 矢吹駅

### 路線バス
- 大信地域自主運行バス（矢吹駅～白河市大信地域）

### 道路
- 高速道路
  - E4東北自動車道
    - (15) 矢吹IC

- E80あぶくま高原道路
  - (1) 矢吹IC - (2) 矢吹中央IC - (矢吹料金所)
- 一般国道
  - 国道4号(部分4車線)
- 主要地方道
  - 福島県道42号矢吹小野線
  - 福島県道44号棚倉矢吹線
  - 福島県道55号郡山矢吹線
  - 福島県道58号矢吹天栄線
- 一般県道
  - 福島県道106号石川矢吹線
  - 福島県道137号泉崎石川線
  - 福島県道139号母畑白河線
  - 福島県道186号矢吹停車場線
  - 福島県道283号須賀川矢吹線
  - 福島県道284号曲木中野目線

## 出身有名人
- 中畑清（元横浜DeNAベイスターズ監督・名誉町民）
- 千葉麻美（陸上選手）
- 小針暦二（元福島交通・福島民報社・ラジオ福島社長）
- Picorin（ミュージシャン Cutemen )
- 大滝清雄（詩人）
- 津吹みゆ（演歌歌手）
- 菊池拓斗（YouTuber・プロ野球指導者）

## 名所・旧跡・観光スポット・祭事・催事

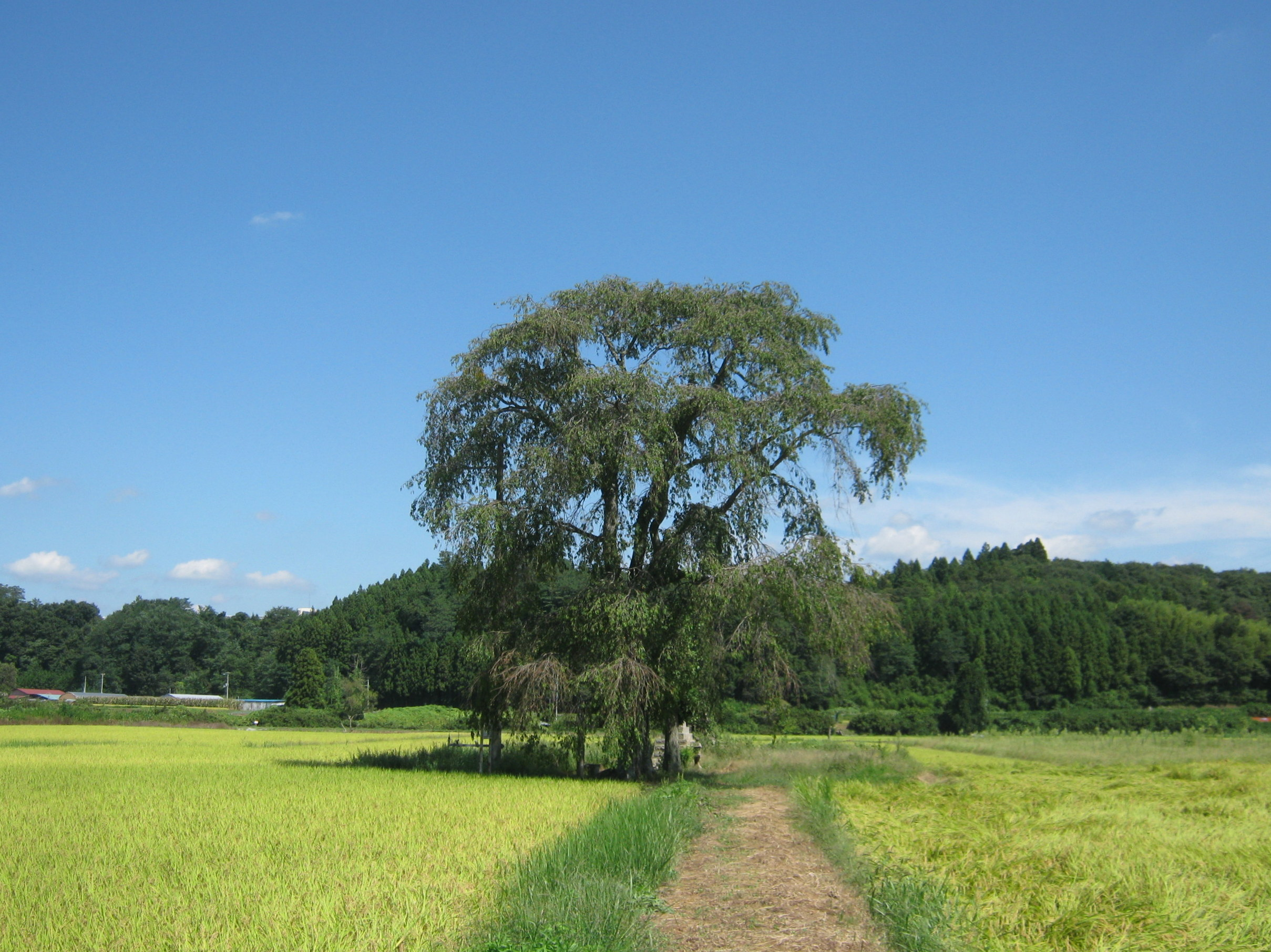
谷中の大榎

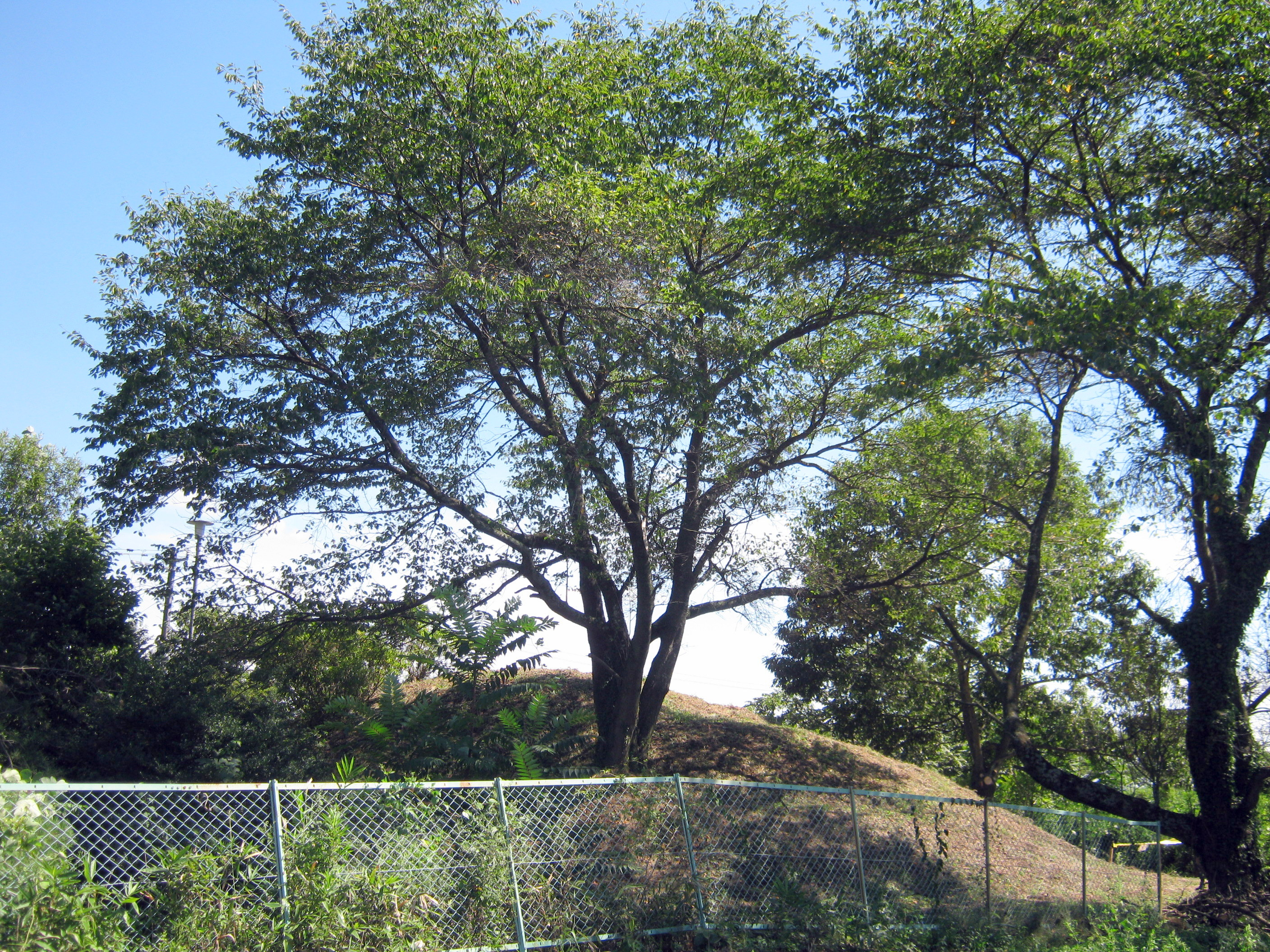
鬼穴古墳

・三十三観音摩崖仏群　。
- あゆり温泉（アルカリ性単純温泉）と、温水プール施設
- あゆり公園（大池公園）町内外から散策者が訪れる憩いの場。
  - 千葉県天然記念物の大賀ハス生育地(千葉市役所から縁あって譲り受けた)
- 町内外に多数の古墳・遺跡・遺構を擁する。
  - 鬼穴古墳群・弘法山古墳群・谷中古墳群・下荒具古墳群 など。
  - 滝八幡三十三観音磨崖仏群・水戸街道常夜燈・寺内阿弥陀堂供養塔・明新供養塔(石川坂路氏)など。
  - 袖ケ城跡（石川矢吹氏）・国神城跡・観音山館跡（石川中畠氏）・三城目城跡など。

ここ近年、年間3万人もの外国人観光客が訪れている。そのほとんどは、福島空港から来日した韓国人ゴルフ客である。

## 町内の主な商業施設
- メガステージ矢吹（複合商業施設）
- わしお（旧エコスハイマート、現在はリオン・ドール矢吹東店）
- ビバホーム
- ツタヤ
- リオン・ドール（矢吹店、旧主婦の店サンユー）
- ダイユーエイト
- カワチ薬品

## 地域医療
- 財団法人会田病院 救急告示病院
- 福島県立ふくしま医療センターこころの杜
- 医療法人渡部病院

## 宿泊施設
- ホテルニュー日活（2024年閉業[9]）
- 矢吹ステーションホテル